# 姫ちゃん
姫ちゃん（ひめちゃん、1988年7月17日 - ）は、日本の女性ピン芸人。埼玉県春日部市出身。吉本興業東京本社（東京吉本）所属。東京NSC13期生。身長165cm。血液型B型。

## 芸風
以前は春日部のキャバクラで働いていたと語り「キャバ嬢時代に客に言われたこと」等をネタにしている（あくまで芸としてのキャラ設定であり、実際にはキャバクラでの勤務経験はない。また以前は『現役キャバ嬢芸人』と紹介されることもあったが、こちらも同じく設定であり、事実ではない）。
一つ一つの話の最後は「〜とか言わ・ない・の」「てか言わせな〜い」等で締める。最後は「今夜あなたを逆指名、いつか誰かから永久指名、というわけで姫ちゃんでした」というセリフで終わる。

## 人物
- 芸人を目指したきっかけは、「他にやりたいことがなかったから」[2]。芸名の由来は、中学生の時に「姫」と呼ばれていたことから[3]。
- ギャル系の雑誌「小悪魔ageha」を毎月欠かさず買っている。
- 爆笑レッドカーペットのカムバックレッドカーペットを拒否した上で泣いた事がある。理由は本人曰く「プレッシャーに負けたから」。
- 爆笑レッドカーペットの特番にてWエンジンのえとう窓口とチャンカワイに告白されたが、あっさり振った。
- 2009年12月5日放送の爆笑レッドカーペット 爆笑必至のロケ企画スペシャル! のロケ企画「芸人あいのり」では再度、Wエンジンのチャンカワイが告白しようとするが告白までもっていく話の途中で振った。
- 「R-1ぐらんぷり2008」1回戦敗退、「2009」2回戦敗退、「2010」1回戦敗退、「2012」1回戦敗退、「2013」1回戦敗退。
- プライベートではテレビゲームが大好き。
- 2009年12月22日放送のテレビ朝日系ロンドンハーツ「男芸人266人がリアルに選んだ抱いてみたい女芸人GP」では、3票を獲得し25位タイであった[4]。
- 2015年8月10日にルミネtheよしもとで開催された、真の一発屋芸人を決定する「第1回一発屋オールスターズ選抜総選挙2015」で、434票を集め16位となった[5]。

## 出演

### テレビ
- 21世紀エジソン（TBS、2008年7月29日）　一発ギャグメリーゴーランド
- 爆笑ピンクカーペット（フジテレビ、2008年8月31日）　キャッチコピーは「現役フロアレディー芸人」→「現役フロアレディー」
- エンタの神様（日本テレビ）　キャッチコピーは「低空のageha蝶」
- 爆笑レッドカーペット（フジテレビ）　キャッチコピーは「現役フロアレディー」→「魅惑のフロアレディー」コラボカーペットでTKO(2009年2月18日)やWエンジン&フォーリンラブバービー(2009年8月1日)と共演
- 世界一短いギャグ祭!お笑いメリーゴーランド（TBS、2008年10月16日）
- 草野キッド（テレビ朝日、2008年10月29日）
- 本番で〜す!（テレビ東京、2008年11月8日）
- ラジかるッ（日本テレビ、2008年11月21日）
- ウンナン極限ネタバトル! ザ・イロモネア 笑わせたら100万円（TBS、2008年12月6日）　※『ゴールドラッシュ』に出演。1週目敗退。
- お笑いDynamite!（TBS、2008年12月28日）キャッチコピーは｢埼玉発キャバ嬢芸人｣
- 謹賀ラジかるッ2009（日本テレビ、2009年1月1日）
- おもいッきりイイ!!テレビ（日本テレビ、2009年1月9日）
- ココリコミリオン家族（テレビ東京、2009年3月17日）
- 世界最強の勇者たち（日本テレビ、2009年3月28日）
- DOORS（TBS、2009年4月5日）
- サプライズ（日本テレビ、2009年4月14日）
- ネプリーグ（フジテレビ、2009年5月18日）
- お笑い芸人歌がうまい王座決定戦スペシャル（フジテレビ、2009年8月18日）
- 痛快!明石家電視台「放送900回記念ピン芸人特集」（毎日放送、2009年11月23日）
- ロンドンハーツ（テレビ朝日、2009年12月22日）
- Kiss My Fake（TBS、2014年2月6日、3月6日）

### 映画
- マッスル坂井監督「シルバーホストG」（YOSHIMOTO DIRECTOR'S 100 〜100人が映画撮りました〜、2008年6月7日 - 13日）

### 雑誌
- 『TOKYO★1週間』2008年10月21日号No.386（講談社）
- 『JELLY』2008年10月17日号（ぶんか社）
- 『ネイルUP!』vol.28、2009年3月23日（ブティック社）
- 『nicola』2009年4月1日、5月号（新潮社）